# Avicularia fasciculata
Avicularia fasciculata är en spindelart som beskrevs av Embrik Strand 1907. Avicularia fasciculata ingår i släktet Avicularia och familjen fågelspindlar. Utöver nominatformen finns också underarten A. f. clara.